# قازبلوک
قازبلوک (به لاتین: Qazbölük) یک منطقه مسکونی در جمهوری آذربایجان است که در شهرستان بالاکن واقع شده است.